# Robert Deprez

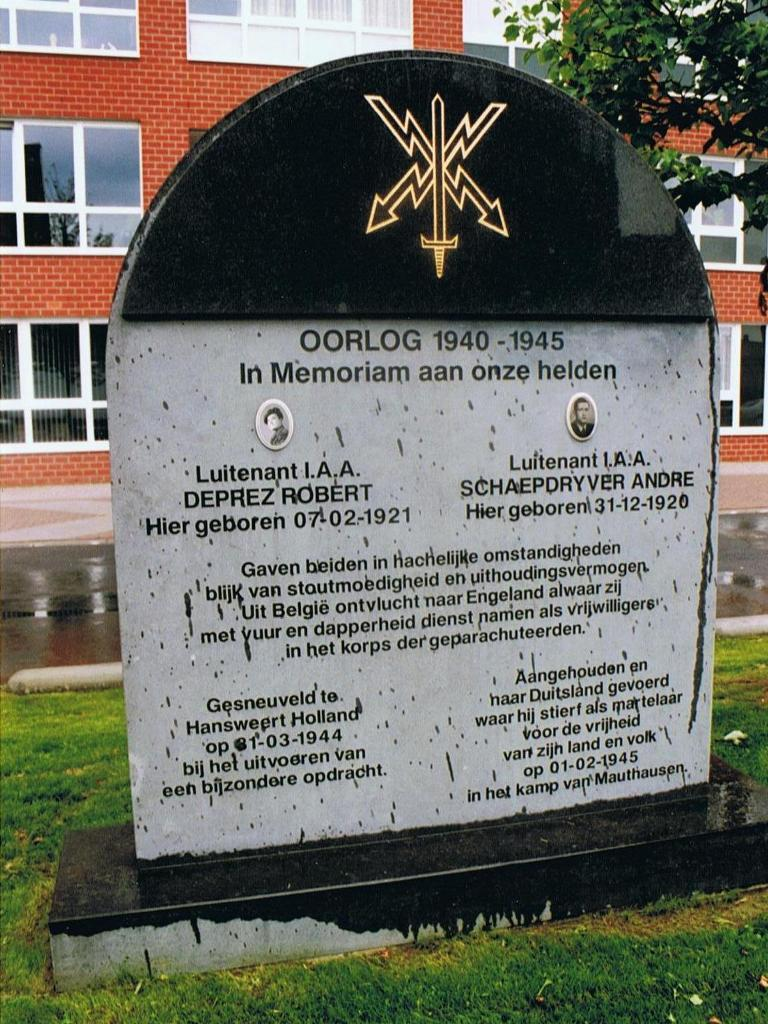
Herdenkingsmonument in Harelbeke.

Robert Deprez (Harelbeke, 7 februari 1921 – Hansweert, 31 maart 1944) was een Belgische soldaat in het Vrije Belgische Leger tijdens de Tweede Wereldoorlog. Hij hield de rang van luitenant en was parachutist.

## Biografie
Deprez werd geboren in de Harelbeke en was een student bij het uitbreken van de oorlog. Tijdens de Duitse bezetting van België werd hij een oorlogsvrijwilliger voor het Belgische leger in Groot-Brittannië. Hij was lid van een groep vrienden genaamd 'De drie musketiers' die bestond uit Robert Deprez, André Schaepdrijver en Marcel Becquaert. De drie reisden op 13 juli 1942 richting Groot-Brittannië en werden opgeleid tot parachutist binnen de Britse geheime dienst S.O.E.

## Vliegtuigcrash
In de avond van 30 maart 1944 vertrok vanaf de basis Tempsford een Halifax-bommenwerper van het 138 Squadron die deelnam aan operatie Osric 27. Het toestel vloog richting België om twee Belgische geheim agenten in de buurt van Antwerpen te droppen. Een van de mannen was Deprez (codenaam Lucullus), de andere Albert Girouille (codenaam Troilus).  
Deprez was bestemd om als verbindingsman bij het leger van België op te treden en moest gedropt worden in de streek van Elzele. Het toestel werd echter boven Vlissingen neergeschoten en stortte neer in de Westerschelde in de buurt van Hansweert. Slechts vijf van de twaalf bemanningsleden van de Halifax overleefden de crash. Deprez en een andere soldaat werden als vermist in actie opgegeven. Aangenomen wordt dat Deprez bij de crash is verdronken.

## Monument
Op de plaats van de crash in 's-Gravenpolder werd een monument ter ere van Deprez opgericht. De tekst op het monument is het volgende:

Deerlijk Sport
Aan Zijn Betreurd Spelend Lid en vriend Luitenant Robert Deprez

Het monument wordt onderhouden door de voetbalclub Deerlijk Sport, waar de luitenant lid van was. Een A4'tje dat aan het monument hangt toont ook een foto van de drie musketiers van Harelbeke met een tekst over hun oorlogshandelingen.
Deprez' naam is ook opgenomen in het herdenkingsmonument voor gesneuvelde soldaten in Harelbeke.

## Eretekens
- Ridder van de Orde van Leopold II
- Oorlogskruis 1940
- Ontsnappingsmedaille